# Collada del Teixó
La Collada del Teixó és una collada dels contraforts nord-orientals del Massís del Canigó, a 1.257,8 metres d'altitud, en el límit dels termes comunals d'Estoer i de Vallestàvia, tots dos a la comarca del Conflent (Catalunya del Nord).
Està situat a l'oest del terme comunal de Vallestàvia i a l'est del d'Estoer; és a prop al sud-est del Roc de Jocavell, al nord-oest de la Tronca, més lluny, damunt i al sud-oest de la Coma.